# بلدة فالي (مقاطعة غورنسي)
بلدة فالي، مقاطعة غورنسي (أوهايو) (بالإنجليزية: Valley Township, Guernsey County, Ohio)‏ هي منطقة سكنية تقع في الولايات المتحدة في مقاطعة غرينزي، أوهايو.  يقدر عدد سكانها بـ 2,378 نسمة ومساحتها 58.6 كم2  وترتفع عن سطح البحر 243 متر.